# HMS E29
Pour les articles homonymes, voir E29.
Le HMS E29 est un sous-marin britannique de classe E construit pour la Royal Navy par Armstrong Whitworth à Newcastle upon Tyne. Il est lancé le 1er juin 1915 et mis en service en octobre 1915. Le 9 janvier 1916, le HMS E29 subit dans le compartiment des batteries une explosion qui tua quatre hommes. Le E29 a été vendu le 21 février 1922.

## Conception
Comme tous les sous-marins de la classe E postérieurs au E8, le E29 avait un déplacement de 662 tonnes en surface et de 807 tonnes en immersion. Il avait une longueur totale de 55 m et un maître-bau de 6,92 m. Il était propulsé par deux moteurs Diesel Vickers huit cylindres à deux temps de 800 chevaux (600 kW) et moteurs électriques deux moteurs électriques de 420 chevaux (310 kW),.
Le sous-marin avait une vitesse maximale de 16 nœuds (30 km/h) en surface et de 10 nœuds (19 km/h) en immersion. Les sous-marins britanniques de la classe E avaient une capacité en carburant de 50 tonnes de gazole, et une autonomie de 2 829 milles marins (5 238 km) lorsqu’ils faisaient route à 10 nœuds (19 km/h). Ils pouvaient naviguer sous l’eau pendant cinq heures en se déplaçant à 5 nœuds (9,3 km/h).
Le E29 était armé d’un canon de pont de 12 livres QF (Quick Firing) de 3 pouces (76 mm) monté vers l’avant du kiosque. Il avait cinq tubes lance-torpilles de 18 pouces (457 mm), deux à l’avant, un de chaque côté à mi-longueur du navire et un à l’arrière. Au total, 10 torpilles étaient emportées à bord.
Les sous-marins de la classe E avaient la télégraphie sans fil d’une puissance nominale de 1 kilowatt. Sur certains sous-marins, ces systèmes ont par la suite été mis à niveau à 3 kilowatts en retirant un tube lance-torpilles du milieu du navire. Leur profondeur maximale de plongée théorique était de 100 pieds (30 mètres). Cependant, en service, certaines unités ont atteint des profondeurs supérieures à 200 pieds (61 mètres). Certains sous-marins contenaient des oscillateurs Fessenden.
Leur équipage était composé de trois officiers et 28 hommes.